# Per-Ove Trollsås
Per-Ove Trollsås (né le 18 janvier 1933 et décédé le 5 novembre 2000) est un athlète suédois spécialiste du 400 mètres haies. 

## Biographie
Entre 1952 et 1961, il a remporté six fois les championnats de Suède sur 400 mètres haies, et a toujours terminé sur le podium (trois fois deuxième et trois fois troisième).

### Palmarès
| Date | Compétition           | Lieu      | Résultat | Performance |
| ---- | --------------------- | --------- | -------- | ----------- |
| 1958 | Championnats d'Europe | Stockholm | 2e       | 51 s 6      |

### Records
| Épreuve          | Performance | Lieu      | Date         |
| ---------------- | ----------- | --------- | ------------ |
| 400 mètres haies | 51 s 0      | Stockholm | 21 août 1958 |